# Pes equinovarus

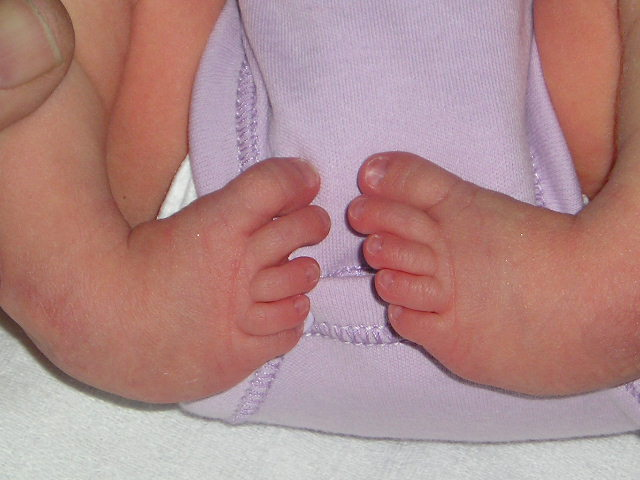
Pes equinovarus oboustranný

Pes equinovarus je nejčastější nepolohová vrozená vada nohy a také druhá nejčastější vývojová vada v ortopedii. Může se jednat o vadu plně konzervativně korigovatelnou, tedy posturální, nebo se může také jednat o vadu strukturální.

## Charakteristika
- pokles špičky nohy plantárně
- pata je při pohledu zezadu stočena dovnitř – supinace patní kosti
- vyklenutí střední části nohy
- inverze předonoží (vzniká kombinací addukce a supinace předonoží)

## Terapie
- vytvořit tvarově i funkčně normální nohu
- léčení trvá od narození až do dospívání, tudíž se musí informovat rodiče, že nožka zůstane téměř vždy kratší a lýtko slabší
- aby nedošlo k poškození kosti, musí se terapie (tvarování nožky) provádět velice šetrně

## Operační terapie
- začíná kolem 6.–8. měsíce věku dítěte (ve většině případů)
- tak zvaná cesta malých kroků / jednorázová kompletní korekce
- pouze první operace má naději na úspěch

## Operace na skeletu
- operace na skeletu jsou prováděny až později a to minimálně po 3. roce ale spíše až po 6. roce věku